# Sergentomyia meilloni
Sergentomyia meilloni är en tvåvingeart som först beskrevs av John Alexander Sinton 1932.  Sergentomyia meilloni ingår i släktet Sergentomyia och familjen fjärilsmyggor. Inga underarter finns listade i Catalogue of Life.